# 갈매기섬
갈매기섬은 전라남도 진도군 의신면에 있는 섬이다. 특정도서로 지정하여 관리되고 있으며, 갈명도(葛明島)라고도 불린다.
또한 6.25전쟁 당시 경찰이 해남지역 보도연맹원 300여명을 데려가 집단 학살한 역사가 있다.

## 특정도서
갈매기섬은 해식애의 규모와 전형성이 뛰어나며 경관이 수려하고, 구실잣밤나무 군락, 후박나무 군락, 다정큼나무 군락 등 상록활엽수림이 발달하며, 까마귀쪽나무, 후박나무 등 다양한 상록활엽수와 섬향나무, 세뿔석위 등 희귀식물이 생육하고 있으며, 동박새, 휘파람새, 칼새 등 조류의 종다양성이 높으며 이동성 조류의 기착지로 해안무척추동물 종다양성이 높으며, 희귀종인 각시깃꼴풀, 세가와오디풀 등 다양한 홍조류가 분포하고 해조류의 자연식생 보전상태가 양호하여 독도 등 도서지역의 생태계보전에 관한 특별법에 의거 특정도서로 지정되었다.
- 지정번호 : 특정도서 제200호
- 면적 : 37,218m2
- 지번 : 전라남도 진도군 의신면 구자도리 산92

## 행위 제한
특정도서안에서는 「독도법」 제8조에 의거 누구든지 다음 각호의 1에 해당하는 행위를 하거나 허가를 하여서는 아니된다.
- 건축물·공작물의 신축·개축·증축
- 개간·매립·준설 또는 간척
- 택지의 조성·토지의 형질변경·토지의 분할
- 공유수면의 매립
- 입목·죽의 벌채 또는 훼손
- 도로의 신설
- 흙·모래·자갈·돌의 채취, 광물의 채굴, 지하수의 개발
- 가축의 방목, 야생동물의 포획·살생 또는 그 알의 채취, 야생식물의 채취
- 특정도서에 서식하거나 도래하는 야생 동·식물 또는 특정도서 안에 존재하는 자연적 생성물을 그 섬 밖으로 반출하는 행위
- 특정도서 안으로 생태계 위해 외래 동·식물을 반입하는 행위
- 폐기물을 매립 또는 투기하는 행위
- 인화물질을 이용하여 음식물을 짓거나 야영을 하는 행위
- 지질·지형·자연적 생성물의 형상손괴 기타 이와 유사한 행위